# Christian Ludwig von Wangenheim
Christian Ludwig von Wangenheim (†  1. Mai 1794 in Tournai) war ein kurfürstlich braunschweig-lüneburgischer Generalmajor aus der Familie von Wangenheim und Chef des Infanterieregiments No. 9-A.

## Herkunft
Seine Eltern waren Johann Otto Ernst von Wangenheim (* 1693; † 25. Juli 1768) und dessen Ehefrau Christine Auguste Elisabeth von Röder.

## Leben
Er kam während des Siebenjährigen Krieges mit dem Infanterie-Regiment Sachsen-Gotha in hannoversche Dienste und wurde als Hauptmann mit Patent zum 31. Januar 1759 in die Kurhannoversche Armee übernommen. Am 1. Dezember 1762 wurde er Major im Reiter-Regiment von Behr. 1776 wurde er in das Reiter-Regiment Bremer versetzt. Dort wurde er am 11. Februar 1782 Oberstleutnant und am 30. Juli 1786 Oberst. Er ging 1786 zu den hannoverschen Truppen in Indien, die für dort für die Britische Ostindien-Kompanie kämpften. Er ersetzte den Oberst Christian August von Wangenheim, nachdem dieser sich mit dem Oberkommandierenden Carl Ludwig Reinbold zerstritten hatte. Er überlebte seinen Einsatz in Indien und kehrte im November 1792 mit den Truppen zurück. Er wurde am 28. Februar 1793 zum Generalmajor ernannt und Chef des Infanterieregiments No. 9-A. Er starb im Ersten Koalitionskrieg am 1. Mai 1794 in Tournai.

## Familie
Er heiratete 1793 Amalie Sophie Elisabeth von Hardenberg (* 2. April 1767; † 24. November 1848), eine Tochter des Feldmarschalls Christian Ludwig von Hardenberg. Das Paar hatte noch einen Sohn: Paul August Friedrich Georg (1794–1796).
Die Witwe heiratete später den Grafen Adolph Franz Carl von Seckendorff.